# Argentína az 1964. évi téli olimpiai játékokon
Argentína az ausztriai Innsbruckban megrendezett 1964. évi téli olimpiai játékok egyik részt vevő nemzete volt. Az országot az olimpián 3 sportágban 12 sportoló képviselte, akik érmet nem szereztek.

## Alpesisí
Férfi
| Versenyző            | Versenyszám      | Selejtező     | Selejtező     | Selejtező     | Selejtező     | Döntő    | Döntő    | Döntő    | Döntő    | Döntő      | Döntő      |
| Versenyző            | Versenyszám      | 1. futam      | 1. futam      | 2. futam      | 2. futam      | 1. futam | 1. futam | 2. futam | 2. futam | Összesítés | Összesítés |
| Versenyző            | Versenyszám      | Idő           | Hely.         | Idő           | Hely.         | Idő      | Hely.    | Idő      | Hely.    | Idő        | Helyezés   |
| -------------------- | ---------------- | ------------- | ------------- | ------------- | ------------- | -------- | -------- | -------- | -------- | ---------- | ---------- |
| Osvaldo Ancinas      | Műlesiklás       | 1:04,63       | 53.           | 1:04,35       | 39.           | kiesett  | kiesett  | kiesett  | kiesett  | kiesett    | kiesett    |
| Osvaldo Ancinas      | Óriás-műlesiklás |               |               |               |               |          |          |          |          | 2:15,06    | 57.        |
| Jorge Abelardo Eiras | Lesiklás         |               |               |               |               |          |          |          |          | 4:34,51    | 76.        |
| Jorge Abelardo Eiras | Műlesiklás       | nem ért célba | nem ért célba | 1:04,57       | 41.           | kiesett  | kiesett  | kiesett  | kiesett  | kiesett    | kiesett    |
| Jorge Abelardo Eiras | Óriás-műlesiklás |               |               |               |               |          |          |          |          | 2:08,38    | 43.        |
| Pedro Klempa         | Lesiklás         |               |               |               |               |          |          |          |          | 2:47,07    | 64.        |
| Pedro Klempa         | Műlesiklás       | nem ért célba | nem ért célba | nem ért célba | nem ért célba | kiesett  | kiesett  | kiesett  | kiesett  | kiesett    | kiesett    |
| Pedro Klempa         | Óriás-műlesiklás |               |               |               |               |          |          |          |          | 2:12,88    | 52.        |
| Manuel Mena          | Műlesiklás       | 1:25,60       | 79.           | 1:15,88       | 51.           | kiesett  | kiesett  | kiesett  | kiesett  | kiesett    | kiesett    |
| Carlos Perner        | Óriás-műlesiklás |               |               |               |               |          |          |          |          | 2:19,25    | 63.        |

Női
| Versenyző                | Versenyszám      | 1. futam | 1. futam | 2. futam | 2. futam | Összesítés | Összesítés |
| Versenyző                | Versenyszám      | Idő      | Hely.    | Idő      | Hely.    | Idő        | Helyezés   |
| ------------------------ | ---------------- | -------- | -------- | -------- | -------- | ---------- | ---------- |
| María Cristina Schweizer | Műlesiklás       | 53,43    | 28.      | 58,45    | 25.      | 1:51,88    | 24.        |
| María Cristina Schweizer | Óriás-műlesiklás |          |          |          |          | 2:19,81    | 42.        |

## Bob
| Versenyző                                                           | Versenyszám | 1. futam | 1. futam | 2. futam | 2. futam | 3. futam | 3. futam | 4. futam | 4. futam | Összesítés | Összesítés |
| Versenyző                                                           | Versenyszám | Idő      | Hely.    | Idő      | Hely.    | Idő      | Hely.    | Idő      | Hely.    | Idő        | Helyezés   |
| ------------------------------------------------------------------- | ----------- | -------- | -------- | -------- | -------- | -------- | -------- | -------- | -------- | ---------- | ---------- |
| Héctor Tomasi Fernando Rodríguez                                    | Kettes      | 1:07,59  | 16.      | 1:09,20  | 19.      | 1:07,36  | 14.      | 1:07,72  | 15.      | 4:31,87    | 18.        |
| Roberto José Bordeu Hernán Agote                                    | Kettes      | 1:10,15  | 21.      | 1:08,45  | 17.      | 1:11,33  | 19.      | 1:10,26  | 19.      | 4:40,19    | 19.        |
| Héctor Tomasi Carlos Alberto Tomasi Hernán Agote Fernando Rodríguez | Négyes      | 1:05,74  | 17.      | 1:06,08  | 18.      | 1:07,07  | 17.      | 1:06,62  | 17.      | 4:25,51    | 16.        |

## Szánkó
| Versenyző      | Versenyszám | 1. futam       | 1. futam       | 2. futam       | 2. futam       | 3. futam   | 3. futam   | 4. futam | 4. futam | Összesítés | Összesítés |
| Versenyző      | Versenyszám | Idő            | Hely.          | Idő            | Hely.          | Idő        | Hely.      | Idő      | Hely.    | Idő        | Helyezés   |
| -------------- | ----------- | -------------- | -------------- | -------------- | -------------- | ---------- | ---------- | -------- | -------- | ---------- | ---------- |
| Matiás Stinnes | Férfi egyes | idő nem ismert | idő nem ismert | idő nem ismert | idő nem ismert | nem indult | nem indult | kiesett  | kiesett  | kiesett    | kiesett    |